# Labastide-Saint-Pierre
Labastide-Saint-Pierre – miejscowość i gmina we Francji, w regionie Oksytania, w departamencie Tarn i Garonna. W 2013 roku jej populacja wynosiła 3781 mieszkańców. Przez gminę przepływa rzeka Tarn. 